# Anděl se zlatými vlasy
Anděl se zlatými vlasy (rusky Ангел Златые власы, Angel Zlatye Vlasy) je temperová ikona neznámého ruského umělce, namalovaná ve druhé polovině 12. století. Je vystavena ve Státním ruském muzeu v Petrohradě.
Anděl se zlatými vlasy je nejstarší ikonou ze sbírek Ruského muzea. Většina odborníků ji připisuje novgorodské škole ikonopisectví. To, co tuto ikonu charakterizuje, jsou zlaté vlasy s přidaným plátkovým zlatem. Na každý vlas anděla byl položen tenký zlatý proužek ze zlatého listu, díky němuž vlasy září nebeským světlem, neboť zlato má symbolizovat božskost.

## Popis
Ikona je jednou z nejstarších ruských ikon, které se dochovaly ještě z doby před mongolskou invazí. Byla zavěšena v moskevském kremelském chrámu v 16. století. Ikona byla pravděpodobně přenesena z Novgorodu do Moskvy za vlády Ivana IV. Hrozného, který město vyplenil a jeho posvátné předměty přenesl do svého hlavního města.
Ve 12. století bylo nejvýznamnějším patrem ikonostasu, zástěny z ikon před oltářem, patro Deisis (známé také jako "Prosba") - obraz Krista s matkou obklopený anděly a svatými. Předpokládá se, že Anděl se zlatými vlasy byl jeho součástí. Obrovské tváře a široké mandlovité oči této ikony připomínají fresky v kapli Theotokos na řeckém ostrově Patmos. Jinak je blízká stylu na nástěnných malbách v chrámu Spasitele na Nereditském vrchu (1199) v Novgorodu, kde se předpokládá, že byla součástí Deesis tier. Umělecké dílo je výsledkem vlivu byzantského umění města Novgorodu mezi koncem 12. a začátkem 13. století, které se kolem roku 1200 rozšířilo do města Moskvy.

## Historie díla
Ikonu objevil historik umění Georgij Filimonov v roce 1864 při demontáži „skladu harampádí“ ve podkroví Zvonice Ivana Velikého v moskevském Kremlu, kde byly uloženy „zchátralé a nepoužitelné“ ikony určené ke zničení. Ikona byla převezena do Rumjancevova muzea, kde byla připsána okruhu Simona Ušakova. Závěr vycházel z posledního restaurování ikony, které bylo provedeno v 17. století. Po zrušení Rumjancevova muzea v roce 1925 byla ikona jako součást sbírky křesťanských starožitností převezena do Státního historického muzea, kde ji restaurátor E. I. Brjagin očistil. Vzhledem ke špatné zachovalosti obrazu byl restaurátor nucen zachovat významné zbytky doplňků ikony ze 17. století, jako je zelené pozadí, oděv, písmo na vlasech a zlato. V roce 1926 byla poprvé vystavena na výstavě památek staroruské ikonomalby ve Státním historickém muzeu. V roce 1930 byla sbírka křesťanských starožitností přemístěna do Treťjakovské galerie. V roce 1934 pak byla ikona přemístěna do sbírek Ruského muzea. Podle Viktora Lazareva: je třeba spojovat tuto ikonu s byzantským vlivem, který působil na umění Novgorodu ve 12. století. Mohlo by jít o dílo z dílny Oliseje Řehoře. Ikona je podobná Svaté tváři z Novgorodu namalované na zadní straně Klanění kříže, kterou však Treťjakovské muzeum připisuje "neznámému autorovi".